# Dicranota rubescens
Dicranota rubescens är en tvåvingeart som först beskrevs av Alexander 1916.  Dicranota rubescens ingår i släktet Dicranota och familjen hårögonharkrankar. Inga underarter finns listade i Catalogue of Life.